# Szamil Tarpiszczew
Szamil Anwiarowicz Tarpiszczew (ur. 7 marca 1948 w Moskwie) – radziecki tenisista i trener, członek Międzynarodowego Komitetu Olimpijskiego.
Tarpiszczew to absolwent Instytutu Kultury Fizycznej. Był członek reprezentacji tenisowej Związku Radzieckiego w rozgrywkach Pucharu Davisa. Zwyciężył w jedenastu turniejach tenisowych. W latach 1974–1992 oraz w 1996 roku trenował reprezentację ZSRR i Rosji w Pucharze Davisa, której także w latach 1974–1991 był kapitanem. Dodatkowo, w latach 1978–1980 był trenerem reprezentacji w Pucharze Federacji. Przewodniczący Federacji Tenisowej ZSRR (Wspólnoty Niepodległych Państw). Od 1992 był doradcą prezydenta Federacji Rosyjskiej ds. Kultury Fizycznej i Sportu. Od 1993 przewodniczący Komitetu Koordynacyjnego. ds. Kultury Fizycznej i Sportu przy prezydencie Rosji.